# 擔子

一个担子菌的简图，以及内部担子的结构

擔子（basidium，複數basidia）是擔子菌門真菌子實層上的產孢構造，為該門真菌的主要特徵之一，一個擔子上面通常會長有四個有性孢子，這些有性孢子稱為擔孢子 (basidiospore)，不過有時候擔孢子可能只有兩個或有八個之多。在典型的擔子中，擔孢子會長在一個狹窄的角的頂端上，並且在它們成熟時強制地使它們脫離，這個角的構造稱為擔孢子梗（sterigma，複數sterigmata）。

## 結構
在擔子菌門中，大部分的擔子菌擁有單細胞的擔子，稱為無隔擔子 (holobasidium，複數holobasidia)；而有些種類的擔子則是多細胞的擔子，稱為有隔擔子 (phragmobasidium，複數phragmobasidia)。舉例來說，在某目(Puccinales)中的銹菌具有四個單細胞的有隔擔子，它的隔膜型態屬於橫向隔膜；而在銀耳目(Tremellales)中，有些膠體菌一樣具有四個單細胞的有隔擔子，只是它的隔膜型態屬於十字隔膜。
擔子的典型型態為棍棒狀，頂端的半球形圓頂的底部為最寬的部分，而擔子的基部寬度則是頂部寬度的一半。

## 擔孢子的釋放機制
在擔子菌門中，大部分擔子菌的擔孢子屬於彈射孢子 (ballistospore)，且會強制釋放 (forcibly discharged)，釋放時的推進力來自於擔孢子重心的瞬間變化。
強制釋放的重要因子中包含了布勒水滴 (Buller's drop)、擔孢子在擔孢子梗上的偏斜連接以及擔孢子表面的吸濕區域。布勒水滴為一滴液體，會累積在擔孢子底部的尖端 (hilar appendage) 上，也就是靠近擔孢子梗的尖端。
當擔孢子成熟時，細胞壁中的糖會當成空氣中水蒸氣的凝結點，而兩個獨立的凝結區域則相當重要：第一個是布勒水滴，它會開始累積成一個大型且近乎球體的水滴；第二個是在擔孢子的表面上，其表面會凝結空氣中的水蒸氣。兩個區域的凝結是同時發生的，而當兩個區域的凝結水相互靠近並合併時，兩區域的表面張力會釋放出來且重心會突然改變，導致擔孢子瞬間地釋放。有趣的是，Money (1998) 估計擔孢子釋放時的初始加速度大約是10,000 g。
有充足的水蒸氣能凝結至擔孢子上才能成功地釋放擔孢子。

### 強制釋放的演化損失
在某些擔子菌中並沒有強制釋放的機制，但它們仍會形成擔孢子，因此它們便有其他釋放擔孢子的機制。舉例來說：在鬼筆目 (Phallales) 中主要依賴昆蟲來進行孢子的傳播；而馬勃目 (Lycoperdales) 與硬皮菌科 (Sclerodermataceae) 的擔子果 (basidiocarp) 如果被干擾時，其內的乾性孢子便會散播出來；巢菌目 (Nidulariales) 則是使用飛濺杯 (splash cup) 的機制來散播孢子。在這些例子中，擔孢子都缺乏底部的尖端 (hilar appendage) 而且不會有強制釋放的發生。

## 外部連結
- AmericanMushrooms.com: How do fungi reproduce? （页面存档备份，存于）
- APSnet Illustrated Glossary of Plant Pathology: Basidum
- Demonstrating basidiospore discharge by John Webster. Mycological Society of America Lab Manual
- IMA Mycological Glossary: Basidum （页面存档备份，存于）
- Spore discharge and dispersal in mushrooms （页面存档备份，存于） by Heino Lepp, Australian National Botanic Gardens.
- "Using a Microscope: Basidia and Cystidia" （页面存档备份，存于） by Michael Kuo, MushroomExpert.com